# LMS Princess Coronation Class 6220 Coronation

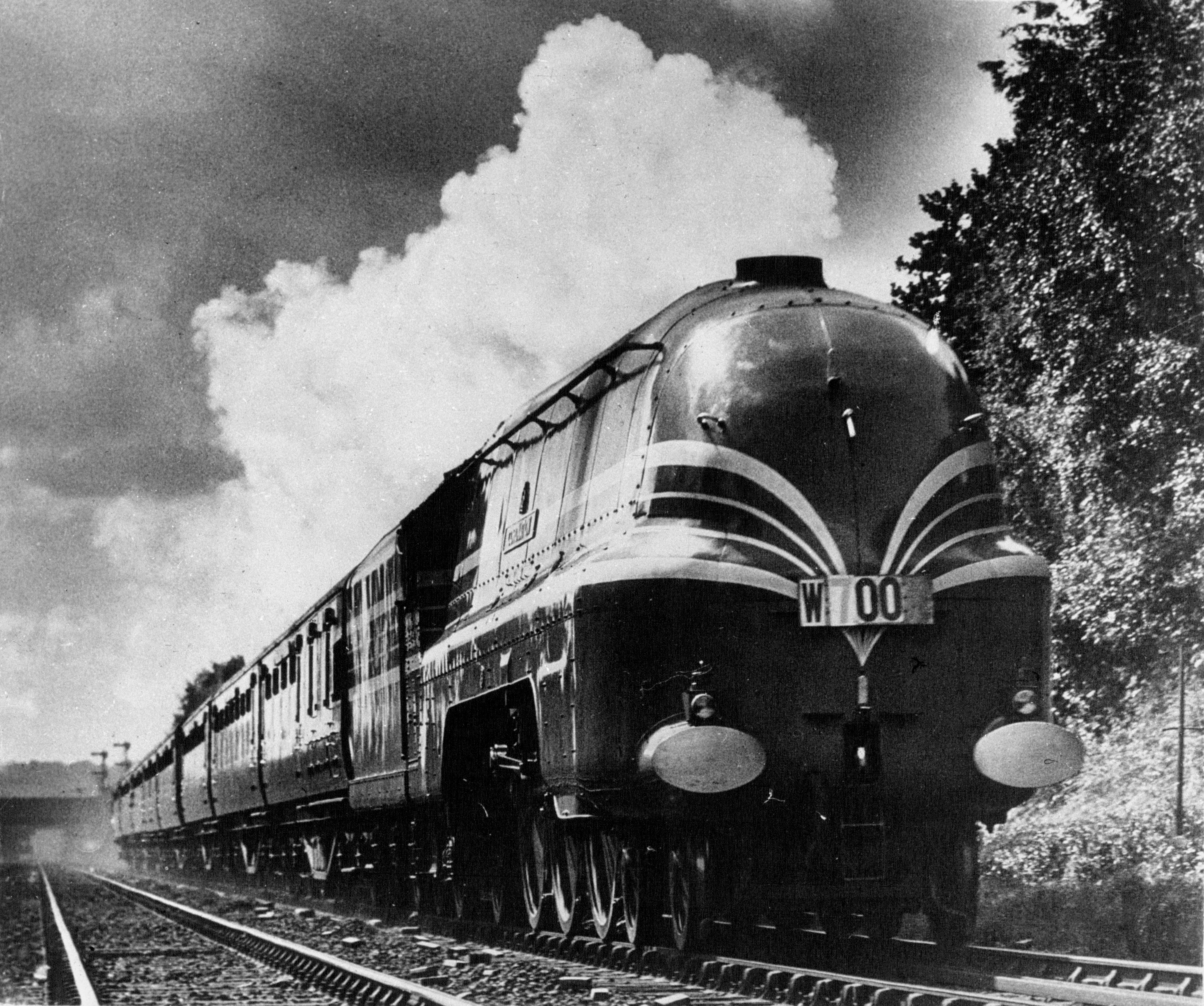
LMS Princess Coronation Class 6220 Coronation с поездом Coronation Scot (1937)

LMS Princess Coronation Class 6220 (British Railways 46220) Coronation — британский пассажирский паровоз. Построен в 1937 году. В том же году установил рекорд скорости для британских паровозов в 183,5 км/ч (114 миль в час).

## Описание
Паровоз был построен в 1937 году на заводе Crewe Works по проекту Уильяма Станира. Он стал первым в серии, с завода получившей обтекаемую форму корпуса локомотива. Вместе с четырьмя другими паровозами первой партии получил синюю ливрею с серебряными полосами вместо более традиционной малиновой.
В ходе демонстрации для прессы 29 июня 1937 года на West Coast Main Line паровоз установил новый рекорд скорости. Машинист Т. Дж. Кларк и кочегар С. Льюис (с инженером Робертом Ридлзом и инспектором С. Миллером на подножку), разогнали локомотив до скорости  183,5 км/ч (114 миль в час) на путях на склоне Мэйдли-Банк к северу от Кру. Было превзойдено предыдущее достижение в 113 миль в час, установленное паровозом конкурирующей железной дороги London and North Eastern Railway.
К сожалению, ликование сменилось ужасом, когда стало ясно, что поезд идёт со скоростью 110 миль в час всего полутора милях от железнодорожного вокзала Кру. Экстренное торможение улучшило ситуацию, но паровоз всё равно прошёл поворот на станцию со скоростью 57 миль в час, намного превышающую ограничение в 20 миль в час. В результате болтанка испугала пассажиров и уничтожила некоторое количество посуды в вагоне-ресторане.
Хотя рекорд остался за LMS, испытанный испуг привел обе компании к неофициальному перемирию. Оно было нарушено только на следующий год, когда паровоз LNER A4 Class 4468 Mallard достиг скорости 202,7 км/ч (126 миль в час) во время испытания новой быстродействующей тормозной системы.
В 1939 году 6220 временно обменялся номерами и названиями с 6229 Duchess of Hamilton. Новая Coronation отправилась в США на Всемирную выставку. Таким образом, в Великобритании остался синий 6229 Duchess of Hamilton, а в США оказался красный 6220 Coronation. По возвращении номера и названия паровозов были восстановлены.
В декабре 1944 гогда 6220 получил новую двойную трубу вместо одинарной старой. В сентябре 1946 года для проведения ремонта была снята обтекаемая обшивка, тогда же установлены дефлекторы дыма. В сентябре 1947 года паровоз был окрашен в чёрный цвет, затем с января 1950 по апрель 1952 года носил голубую ливрею, стандартную для магистральных пассажирских паровозов British Railways. После этого он был перекрашен в зелёный цвет. Паровоз имел полуобтекаемую форму со скошенной спереди дымовой коробкой до февраля 1957 года, после чего на него была установлена дымовая коробка с круглым верхом. За всё время эксплуатации 6220 никогда не был окрашен бордовый цвет и на момент снятия с линии носил зелёную ливрею.
Вывод 46220 (по нумерации British Railways) из эксплуатации состоялся в 1963 году. Он был разрезан на металлолом на заводе Crewe Works.